# 대구팔달초등학교
대구팔달초등학교는 대한민국 대구광역시 북구에 있는 초등학교다.

## 연혁
- 1998-08-17 대구팔달초등학교 설립인가
- 1999-03-01 제1대 박수웅 교장 취임
- 1999-05-01 개교 기념 큰 잔치
- 2000-02-18 제1회 졸업식(졸업생 97명)
- 2007-02-14 제8회 졸업식(졸업생 161명)
- 2007-03-01 제5대 남효우 교장 부임
- 2007-03-01 31학급 편성
- 2008-02-21 제9회 졸업식(졸업생 178명, 총 1381명)
- 2008-03-01 28학급 편성
- 2009-02-11 제10회 졸업식(졸업생 136명)
- 2009-03-01 제6대 정동술 교장 부임
- 2009-03-01 26학급 편성
- 2010-03-01 24학급 편성
- 2011-02-16 제12회 졸업식(졸업생 107명)
- 2011-03-01 제7대 강신성 교장 부임
- 2012-02-16 제13회 졸업식 123명 졸업
- 2012-03-01 21학급 편성
- 2013-02-15 제14회 졸업식 97명 졸업
- 2013-03-01 20학급 편성
- 2014-02-13 제15회 졸업식 90명 졸업
- 2014-03-01 20학급 편성
- 2014-09-01 제8대 김승회 교장 부임
- 2015-02-13 제16회 졸업식 79명 졸업
- 2015-03-01 20학급 편성

## 참고 자료
- 대구팔달초등학교 - 한국교육학술정보원 학교알리미